# Tarmo Kink
Tarmo Kink (ur. 6 października 1985 w Tallinnie) – estoński piłkarz grający na pozycji pomocnika lub napastnika, reprezentant kraju.

## Kariera piłkarska

### Kariera klubowa
Wychowanek TJK Tallinn. W 2001 rozpoczął karierę piłkarską w klubie Real Tallinn, skąd przeszedł do FC Viimsi. W 2002 bronił barw klubu Narva Trans, a potem powrócił do Realu Tallinn. W 2003 podpisał kontrakt z rosyjskim Spartakiem Moskwa, ale nie potrafił przebić się do podstawowego składu i występował w drugiej drużynie. W 2006 powrócił do ojczyzny, gdzie został piłkarzem Levadii Tallinn. W 2009 przeniósł się do węgierskiego Győri ETO FC. 15 bramek które strzelił w 40 meczach przekonali angielski Middlesbrough F.C. zaprosić go swojej drużyny. 7 sierpnia 2010 debiutował w meczu z Ipswich Town F.C., w którym wyszedł na boisko w 75 minucie i strzelił 2 gole, dzięki czemu Middlesbrough wygrał 2:1. 28 lutego 2012 podpisał kontrakt z Karpatami Lwów. Nie potrafił przebić się do podstawowego składu i już 24 kwietnia 2012 za obopólną zgodą kontrakt został anulowany.

### Kariera reprezentacyjna
W 2004 debiutował w reprezentacji Estonii.

## Sukcesy i odznaczenia

### Sukcesy klubowe
- mistrz Estonii: 2006, 2007, 2008
- zdobywca Pucharu Estonii: 2007
- finalista Superpucharu Estonii: 2007, 2008
- 3.miejsce w Mistrzostwach Węgier: 2009–10

### Sukcesy indywidualne
- Estońska Srebrna Piłka: 2010